# Ernst Andersson
Ernst Andersson (26 marzo 1909 – 9 ottobre 1989) è stato un allenatore di calcio e calciatore svedese, di ruolo centrocampista.

## Palmarès

### Club

#### Competizioni nazionali
- Campionato svedese: 2

IFK Göteborg: 1935, 1942